# Baptiste Giabiconi
Baptiste Giabiconi   (Marinhana, 9 de novembre de 1989) és un model i cantant francès. Ha sigut fotografiat per Mert and Marcus, desfilat per grans cases de luxe com Chanel, Just Cavalli, Fendi o Giorgio Armani, i sigut número u al seu país amb el seu primer, i per ara, únic àlbum (Oxygen).

## Biografia
Nascut a Marignane, Baptiste Giabiconi prové d'una família corsa: el seu pare és de Bastia, mentre que la seva mare, Marie-France, és de Calvi. Va passar la seva infantesa a Còrsega, a Moriani, després a Marsella. Després d'obtenir un BEP(diploma de batxillerat i diplomatura de formació professional) en restauració i un batxillerat professional d'acollida i servei, es va reorientar i va fer un curs de formació de sis mesos per convertir-se en muntador aeronàutic. Posteriorment el va contracta Eurocopter.
De novembre a desembre de 2011, va participar en el programa Danse avec les Stars, fent equip amb la ballarina francesa Fauve Hautot6. El febrer de 2012, Baptiste Giabiconi va participar en la Setmana de la Moda de París. Allà va conèixer la cantant Katy Perry, i més tard va revelar al seu llibre  Karl et moi(Karl i jo) haver orquestrat la seva història.

## Discogràfica
Àlbums
- 2012 : Oxygen
- 2014 : Un homme libre

Singles
- 2010 : Showtime
- 2011 : One Night In Paradise
- 2012 : Speed of Light (L'Amour et les Étoiles)
- 2012 : Là-Bas avec Marie-Mai
- 2012 : New York
- 2014 : Je te aime
- 2014 : Je t'emmène avec moi